# Diospyros whitei
Diospyros whitei är en tvåhjärtbladig växtart som beskrevs av Dows.-lem. och Pannell. Diospyros whitei ingår i släktet Diospyros och familjen Ebenaceae. Inga underarter finns listade i Catalogue of Life.